# Rollins (Montana)
Rollins é uma Região censo-designada localizada no estado americano de Montana, no Condado de Lake.

## Demografia
Segundo o censo americano de 2000, a sua população era de 183 habitantes.

## Geografia
De acordo com o United States Census Bureau tem uma área de
7,6 km², dos quais 7,6 km² cobertos por terra e 0,0 km² cobertos por água. Rollins localiza-se a aproximadamente 897 m acima do nível do mar.

## Localidades na vizinhança
O diagrama seguinte representa as localidades num raio de 16 km ao redor de Rollins.